# ميغيل أنخيل مارتين
ميغيل أنخيل مارتين (بالإسبانية: Miguel Ángel Martín)‏ هو فنان قصص مصورة إسباني، ولد في 1960 في ليون في إسبانيا.

## روابط خارجية
- ميغيل أنخيل مارتين على موقع IMDb (الإنجليزية)
- ميغيل أنخيل مارتين على موقع ميوزك برينز (الإنجليزية)
- ميغيل أنخيل مارتين على موقع قاعدة بيانات الفيلم (الإنجليزية)